# Modou Sougou
Modou Sougou (ur. 18 grudnia 1984 w Fissel) – piłkarz senegalski grający na pozycji ofensywnego pomocnika.

## Kariera klubowa
Sougou piłkarską karierę rozpoczął w klubie AS Douanes ze stołecznego Dakaru. W 2002 roku zadebiutował w jego barwach w pierwszej lidze. W 2003 i 2004 roku zdobywał z nim Puchar Senegalu. Latem 2004 Senegalczyk wyjechał do Portugalii i został zawodnikiem zespołu União Leiria. W sezonie 2004/2005 nie miał jednak miejsca w składzie i latem 2005 wypożyczono go do Vitórii Setúbal, z którą zajął 8. miejsce w Superlidze. W 2006 roku wrócił do Leirii. Sezon 2006/2007 zakończył na 7. pozycji w lidze i z 5 zdobytymi golami. W kolejnych rozgrywkach strzelił 1 gola w 23 pojedynkach, a latem odszedł do Académiki Coimbra. Z kolei w 2011 roku został zawodnikiem rumuńskiego CFR Cluj.
24 stycznia 2013 roku podpisał kontrakt z Olympique Marsylia. W latach 2013–2015 był z niego wypożyczony do Evian Thonon Gaillard FC. Grał też w Sheffield Wednesday i Moreirense FC.
| Sezon   | Klub                | Kraj       | Rozgrywki     | Mecze | Bramki | Rozgrywki Europy   | Mecze | Bramki |
| ------- | ------------------- | ---------- | ------------- | ----- | ------ | ------------------ | ----- | ------ |
| 2002/03 | AS Douanes          | Senegal    | 1. liga       | ?     | ?      | -                  | -     | -      |
| 2003/04 | AS Douanes          | Senegal    | 1. liga       | ?     | ?      | -                  | -     | -      |
| 2004/05 | União Leiria        | Portugalia | Liga Sagres   | 7     | 0      | -                  | -     | -      |
| 2005/06 | Vitória Setúbal     | Portugalia | Liga Sagres   | 27    | 0      | Liga Europy UEFA   | 2     | 0      |
| 2006/07 | União Leiria        | Portugalia | Liga Sagres   | 15    | 5      | -                  | -     | -      |
| 2007/08 | União Leiria        | Portugalia | Liga Sagres   | 23    | 1      | Liga Europy UEFA   | 2     | 0      |
| 2008/09 | Académica Coimbra   | Portugalia | Liga Sagres   | 23    | 4      | -                  | -     | -      |
| 2009/10 | Académica Coimbra   | Portugalia | Liga Sagres   | 29    | 9      | -                  | -     | -      |
| 2010/11 | Académica Coimbra   | Portugalia | Liga Sagres   | 28    | 6      | -                  | -     | -      |
| 2011/12 | CFR Cluj            | Rumunia    | Liga I        | 33    | 10     | -                  | -     | -      |
| 2012/13 | CFR Cluj            | Rumunia    | Liga I        | 11    | 1      | Liga Mistrzów UEFA | 9     | 4      |
| 2012/13 | Olympique Marsylia  | Francja    | Ligue 1       | 14    | 0      | -                  | -     | -      |
| 2013/14 | Evian TG (wyp.)     | Francja    | Ligue 1       | 29    | 4      | -                  | -     | -      |
| 2014/15 | Evian TG (wyp.)     | Francja    | Ligue 1       | 8     | 0      | -                  | -     | -      |
| 2015/16 | Sheffield Wednesday | Anglia     | Championship  | 9     | 2      | -                  | -     | -      |
| 2016/17 | Sheffield Wednesday | Anglia     | Championship  | 0     | 0      | -                  | -     | -      |
| 2016/17 | Moreirense FC       | Portugalia | Primeira Liga | 13    | 2      | -                  | -     | -      |

## Kariera reprezentacyjna
Modou Sougou debiutował w reprezentacji Senegalu w 2007 roku. W 2008 roku został powołany do kadry na Puchar Narodów Afryki 2008. Jego reprezentacja była prowadzona wówczas przez polskiego trenera – Henryka Kasperczaka.